# Meine

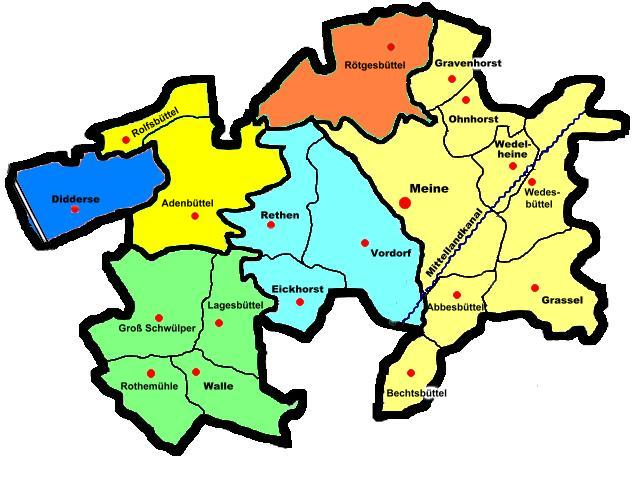
Map of the Papenteich

Meine is een gemeente in de Duitse deelstaat Nedersaksen. De gemeente maakt deel uit van de Samtgemeinde Papenteich in het Landkreis Gifhorn. Meine telt 8.613 inwoners.

## Plaatsen in de gemeente Meine
- Abbesbüttel
- Bechtsbüttel
- Grassel
- Gravenhorst
- Martinsbüttel
- Meine (hoofdplaats)
- Meinholz
- Ohnhorst
- Wedelheine
- Wedesbüttel

- Gemeinsame Normdatei: 4128438-0
- MusicBrainz: 1be4d9da-ea16-4927-a925-f8adefafd934
- Virtual International Authority File: 124993622

Adenbüttel · 
Barwedel · 
Bergfeld · 
Bokensdorf · 
Brome · 
Calberlah · 
Dedelstorf · 
Didderse · 
Ehra-Lessien · 
Gifhorn · 
Giebel gemeentevrij gebied · 
Groß Oesingen · 
Hankensbüttel · 
Hillerse · 
Isenbüttel · 
Jembke · 
Leiferde · 
Meine · 
Meinersen · 
Müden (Aller) · 
Obernholz · 
Osloß · 
Parsau · 
Ribbesbüttel · 
Rötgesbüttel · 
Rühen · 
Sassenburg · 
Schönewörde · 
Schwülper · 
Sprakensehl · 
Steinhorst · 
Tappenbeck · 
Tiddische · 
Tülau · 
Ummern · 
Vordorf · 
Wagenhoff · 
Wahrenholz · 
Wasbüttel · 
Wesendorf · 
Weyhausen · 
Wittingen